# Пастицці
Пастицці (мальт. Pastizzi) — традиційна несолодка мальтійська випічка. Як правило, пастицці роблять з начинкою з рикоти і тоді їх називають мальт. pastizzi ta'l-irkotta або з горохового пюре і тоді вони називаються мальт. pastizzi tal-piżelli. Пастицці - широко відома і дуже популярна мальтійська страва.

## Приготування
Пастицці, як правило, роблять ромбоподібної форми або у формі човника з гострими кінцями. Готують з тіста, яке нагадує грецьке тісто філло, але є рецепти приготування цієї випічки з листкового тіста, що нагадує тісто для узбецької самси. Начинкою зазвичай служать: сир рикота, горохове пюре або м'ясний фарш. На Мальті працює безліч пастиццерій (мальт. pastizzerija), як правило, невеликих сімейних кафе, де випікають ці пиріжки на залізних дечках у газових чи електричних печах.

## У світі
Пастицці настільки популярні у мальтійців, що переїхавши в інші країни, вони продовжують їх готувати не тільки для себе, а й на продаж. Пастицерії існують в Австралії,  Канаді, Великійї Британії, Сполучених Штатах, скрізь, де є громади мальтійців.

## Пастицці в мальтійській мові
Через свою популярність, слово «пастицці» має безліч значень у мальтійській мові. Воно використовується як евфемізм для жіночого статевого органу, через форму цієї випічки, і для опису чогось, як «дрібниця». Мальтійська ідіома jinbiegħu bħall-pastizzi («продавати як пастицці») еквівалентна висловлюванню «розлітаються як гарячі пиріжки», щоб описати продукт, який користується невичерпним, постійним попитом. Речі, які є jinħarġu bħall-pastizzi, з'являються як пастицці, можна сказати, що виникають дуже швидко, іноді навіть дуже швидко 
.

## Див також
- Гибаниця
- Баниця
- Бугаца

## Рецепти
- Three-cheese pastizzi
- Пастицці